# Topnost
Topnost ali topljivost je zmožnost snovi (imenovane v tem kontekstu topljenec), da se enakomerno porazdeli v določenem topilu, in sicer v ravnovesnem stanju, ko se dodatek nadaljnje količine topljenca več ne more raztopiti v topilu. Topilo je kapljevinska komponenta sistema, medtem ko je topljenec trdnina, kapljevina ali plin.
Na topnost močno vpliva temperatura, zato se praviloma ob podatku za topnost (po navadi podan kot g topljenca/100 ml topila) poda še temperatura topila. 
Pojem topnost se nanaša na proces raztapljanja, ki je pogojen z močjo privlačnosti med osnovnimi delci (molekulami, atomi, ioni ...). Kadar je neka snov dobro topna v nekem topilu, nastane raztopina. Pri tem se gradniki ene faze porazdelijo med gradnike druge faze. To je mogoče le tedaj, ko se vezi med gradniki v topljencu in vezi med gradniki v topilu približno enako močne. Kadar so te moči različne, do raztapljanja ne pride.
Med polarnimi molekulami nastajajo razmeroma močne vezi, zato je verjetneje, da se bo polarna snov topila v polarnem topilu, medtem ko med nepolarnimi molekulami prevladujejo šibke vezi in bo nepolarna snov bolj topna v nepolarnem topilu. Na podlagi tega dejstva se je uveljavilo pravilo, ki pa ne drži vselej: podobno se topi v podobnem.
Na topnost vplivajo poleg narave topila še zunane okoliščine, zgradba snovi in geometrija, razvejanost verige, ionske interakcije, dipol-dipol interakcije ter molska masa topljenca. 
Topnost neznane organske spojine najprej ocenimo v vodi, 95 % etanolu in heksanu. Spojinam, ki so netopne ali slabo topne v vodi, ocenjujemo topnost v 5 % raztopini natrijevega hidroksida in 5 % raztopini klorovodikove kisline.